# Pilar (El Abra)
Pilar es un municipio de quinta  categoría perteneciente a  la provincia de El Abra en la Región Administrativa de La Cordillera (RAC) situada al norte de la  República de Filipinas y de la isla de Luzón, en su interior.

## Geografía
Tiene una extensión superficial de 66.10 km² y según el censo del 2007, contaba con una población de 9.792 habitantes, 9.908 el día primero de mayo de 2010

### Ubicación
| Noroeste:Nagbukel (Ilocos Sur)                           | Norte: San Isidro            | Noreste: Villaviciosa |
| Oeste: Narvacan (Ilocos Sur)                             |                              | Este: Villaviciosa    |
| Suroeste: Burgos (Ilocos Sur) y Santa María (Ilocos Sur) | Sur: San Emilio (Ilocos Sur) | Sureste: Villaviciosa |

### Barangayes
Pidigan se divide administrativamente en 19 barangayes, dieciocho de carácter rural y uno urbano, Pilar (Población).
| Barangay       | Población (2007) | Población (2010) | Código (2012) |
| -------------- | ---------------- | ---------------- | ------------- |
| Bolbolo        | 829              | 851              | 140119002     |
| Brookside      | 356              | 366              | 140119003     |
| Ocup           | 455              | 483              | 140119004     |
| Dalit          | 736              | 773              | 140119005     |
| Dintan         | 358              | 357              | 140119006     |
| Gapang         | 689              | 630              | 140119007     |
| Kinabiti       | 833              | 737              | 140119008     |
| Maliplipit     | 851              | 301              | 140119009     |
| Nagcanasan     | 225              | 259              | 140119010     |
| Nanangduan     | 307              | 329              | 140119011     |
| Narnara        | 271              | 284              | 140119012     |
| Pang·ot        | 627              | 592              | 140119014     |
| Patad          | 281              | 306              | 140119015     |
| Población      | 1,599            | 1.703            | 140119016     |
| San Juan Este  | 331              | 338              | 140119017     |
| San Juan Oeste | 658              | 602              | 140119018     |
| Balioag Sur    | 478              | 470              | 140119019     |
| Tikitik        | 234              | 272              | 140119020     |
| Villavieja     | 231              | 255              | 140119021     |